# Last Call (film, 1999)
Pour les articles homonymes, voir Last Call.
Last Call est un film chilien réalisé par Christine Lucas, sorti en 1999.

## Synopsis
À trois étages différents d'un immeuble aménagé (Loft), trois couples homme-femme vivent des relations différentes qui s'entrecroisent. Au second, c'est la violence, entre un inconnu et un modèle qui attend son compagnon qui ne viendra pas... Au premier c'est le quiproquo entre le frère et la petite amie de son frère... Au rez-de-chaussée, c'est le respect entre le comparse et la maîtresse du chef de bande... relation qui seule va être juteuse, puisqu'ils recevront l'appel définitif (Last Call) de l'inconnu du second, en l'absence du chef tyrannique qui aura bu un verre à côté du frère surpris de son aventure qui le met mal à l'aise...

## Fiche technique
- Titre : Last Call
- Réalisation : Christine Lucas
- Scénario : Jorge Durán, Christine Lucas, David T. Page
- Photographie : Antonio Farías
- Montage : Danielle Fillios
- Musique : Andreas Bodenhöfer
- Direction artistique : Elodie Fulton
- Décors : Mathias Klotz
- Costumes : Carol Raddatz
- Producteur : J.J. Harting
- Société de production : Roos Film
- Pays d'origine :  Chili
- Langue : Anglais
- Format : Couleur — 35 mm — Son : Dolby Digital
- Genre : Film dramatique
- Durée : 92 min
- Dates de sortie :
  -  Chili : 3 janvier 1999
  -  États-Unis : 8 août 1999 ((Festival du film de Hollywood))

## Distribution
- Peter Coyote : Xuave
- Eric Michael Cole : Nico
- Lorene Prieto : Cote
- Elizabeth Rossa : Connie
- Bastián Bodenhöfer : Miguel
- Elizabeth Berkley : Helena
- Garret Dillahunt : Curtis
- Pedro Vicuña : Lucho